# TIKI BUN/シャバダバ ドゥ〜/見返り美人
『TIKI BUN/シャバダバ ドゥ〜/見返り美人』（チキ・ブン/シャバダバ ドゥ〜/みかえりびじん）は、モーニング娘。57枚目のシングル。モーニング娘。’14（-むすめワンフォー）名義で2014年10月15日に発売された。

## 概要
「笑顔の君は太陽さ/君の代わりは居やしない/What is LOVE?」以来、2作ぶりとなるトリプルA面シングル。道重さゆみの卒業シングル。
メンバーのソロ曲およびメンバー全員の歌唱ではない曲が表題曲となるのは本作が初。3曲目「見返り美人」に限りつんく♂は一切プロデュースには関わっていない。つんく♂非プロデュースによる表題曲はピンク・レディーのカバー曲「ペッパー警部」以来6年1か月ぶり・カバー曲を除くとインディーズ「愛の種」以来、16年11か月ぶり、つんく♂非プロデュースによるオリジナル曲が表題曲となるのもメジャーデビュー初。
2014年9月30日にグループに加入した12期（尾形春水・野中美希・牧野真莉愛・羽賀朱音）の4人は、本楽曲シングルには参加していない。
全てのA面曲が収録された前2作と異なり、後発のオリジナル・アルバム『14章〜The message〜』に「TIKI BUN」のみアルバム・バージョンで収録。
『プッチベスト15』は「シャバダバ ドゥ〜」のみ収録。
「見返り美人」は2019年3月20日発売ベスト・アルバム『ベスト!モーニング娘。20th Anniversary』でアルバム初収録。

## アートワーク
| 初回生産限定盤A | 『TIKI BUN』歌唱メンバー10名 |
| 初回生産限定盤B | 道重さゆみ                   |
| 初回生産限定盤C | 『TIKI BUN』歌唱メンバー10名 |
| 初回生産限定盤D | 『TIKI BUN』歌唱メンバー10名 |
| 通常盤A         | 『TIKI BUN』歌唱メンバー10名 |
| 通常盤B         | 道重さゆみ                   |

## リリース
初回生産限定盤A・B・C・D・通常盤A・Bの6形態で発売。
初回生産限定盤A・B・C・DにDVDが同梱。
初回生産限定盤A・B・C・Dにイベント抽選シリアルナンバーカードが封入。
初回仕様通常盤A・Bにはトレーディングカード（ランダム、通常盤A：「TIKI BUN」衣裳のソロ10種+集合1種、通常盤B：「見返り美人」衣裳のソロ10種+集合1種）が封入。

## 楽曲
TIKI BUN
2014年9月14日開催のモーニング娘。誕生日記念ライブ『18年目もいきまっしょい!』でライブ初披露となった。
『14章〜The message〜』にはイントロが更に追加されたアルバムバージョンで収録。

シャバダバ ドゥ〜
シングル収録曲では唯一となる道重さゆみのソロ曲。道重のラジオ番組で初放送された。
Aメロ部分の合いの手には1番に譜久村聖、2番に飯窪春菜が参加している。

見返り美人
モーニング娘。初のオリジナル演歌の楽曲で「踊る演歌」をコンセプトとしている。つんく♂曰く「後輩達が卒業する道重を送り出すための歌」で、道重以外の9人が歌唱している。
自身が制作に関与しなかったのは、道重を「和」として表現するため、より日本の伝統を重んじてきた作家に依頼したからとのこと。

## 収録曲
CD（全盤共通）
1. TIKI BUN [5:01]
作詞・作曲：つんく、編曲：大久保薫
2. シャバダバ ドゥ〜 [4:04]
作詞・作曲：つんく、編曲：田中直
歌：道重さゆみ
3. 見返り美人 [4:55]
作詞：石原信一、作曲：弦哲也、編曲：鈴木俊介
歌：譜久村聖・生田衣梨奈・鞘師里保・鈴木香音・飯窪春菜・石田亜佑美・佐藤優樹・工藤遥・小田さくら
4. TIKI BUN (Instrumental) [5:02]
5. シャバダバ ドゥ〜 (Instrumental) [4:04]
6. 見返り美人 (Instrumental) [4:57]

初回生産限定盤A付属DVD
1. TIKI BUN (Music Video) [6:19]

初回生産限定盤B付属DVD
1. シャバダバ ドゥ〜 (Music Video) [7:07]

初回生産限定盤C付属DVD
1. 見返り美人 (Music Video) [6:39]

初回生産限定盤D付属DVD
1. TIKI BUN (Dance Shot Ver.) [5:07]
2. TIKI BUN (メイキング映像) [18:25]

## 参加メンバー
- 6期：道重さゆみ
- 9期：譜久村聖、生田衣梨奈、鞘師里保、鈴木香音
- 10期：飯窪春菜、石田亜佑美、佐藤優樹、工藤遥
- 11期：小田さくら

## クレジット
- 大久保薫 - キーボード&プログラミング(1)
- 道重さゆみ - コーラス(1,2)
- 鞘師里保 - コーラス(1,3)
- 竹内浩明 - コーラス(1)
- つんく♂ - コーラス(1)
- U.M.E.D.Y. - コーラス(1)
- 田中直 - プログラミング(2)
- 鈴木俊介 - プログラミング,E.ギター&A.ギター(3)